# Födointag
Födointag är organismers konsumtion av substanser. Hos djur sker detta vanligtvis genom att substansen tas in i matsmältningssystemet genom munnen genom ätande eller drickande. Hos encelliga organismer kan födointag ske genom att substansen tas in genom cellväggen.
Termen födointag kan även syfta på den typ eller mängd av föda som är normal för en viss art.
Genom de fysiologiska mekanismer som tjänar födointaget kan även patogener, gifter, droger eller främmande kroppar komma in i organismen.